# Talijanski iredentizam
Talijanski iredentizam ("Italia Irredenta") je naziv talijanskog nacionalnog pokreta iz 19. stoljeća nastalog nakon ujedinjenja Italije 1871. Cilj pokreta bio je pripajanje Italiji teritorija susjednih država (prvenstveno Austro-Ugarske) na kojima je živjela značajnija talijanska nacionalna manjina (pri čemu su u Talijane ubrajani govornici talijanskog) te bivših posjeda država s područja Italije (primjerice, Mletačke Republike).
Područja na meti talijanskog iredentizma uglavnom su bila Istra, Venecija-Julijska krajina, Trst, Rijeka, Dalmacija s Bokom kotorskom, grčki Jonski otoci, Nica, Savoja, Korzika, Malta, Ticino te Južni Tirol.
Nakon poraza Italije u Drugom svjetskom ratu te potpisivanja mirovnih ugovora, iredentizam je danas ograničen na krajnje desne i neofašističke skupine u Italiji.

## 19. stoljeće
Svoj zamah iredentizam je dobio nakon ujedinjenja. U susjednim državama čije je teritorije svojatala talijanska vlast je nerijetko slala propagatore za talijansku stvar. Cilj je bio stvaranje autonomnih pokrajina koje bi se postupno odvajale, te pripajale Italiji.
Među prvim iredentistima ističe se Giuseppe Garibaldi, koji je 1859., kao izaslanik za Nicu u parlamentu Pijemonta u Torinu, napao Cavoura zbog ustupanja Nice  Napoleonu III. (kako bi dobio francusku pomoć te potporu za ujedinjenje Italije). Iredentizam je dobivao na važnosti u nadolazećim godinama.
Dana 21. srpnja 1878., u Rimu je održano bučno okupljanje predvođeno Menottijem Garibaldijem (sinom Giussepea Garibaldija) kao predsjedavajućim na forumu. Na tom okupljanju se zahtijevalo osnivanje dobrovoljačkih postrojbi za osvajanje Tirola. Benedetto Cairoli, premijer Italije, tolerirao je takva agitiranja. Bilo je to, pak, uglavnom plitak zahtjev jer većina Talijana nije htjela podupirati tako opasnu politiku upuštajući se u rat s Austrijom, a još manje u rat s Francuskom zbog Nice i Korzike ili Britanijom zbog Malte.
Jedna od posljedica iredentističkih zamisli izvan Italije je bio i neuspješni atentat na Franju Josipa u Trstu, godine 1882., koji je bio otkriven. Atentator Guglielmo Oberdan (Tršćanin te stoga i austrijski državljanin) bio je pogubljen.
Kad je iredentistički pokret postao problematičan za Italiju zbog aktivnosti republikanaca i socijalista, Agostino Depretis stavio ga je pod policijski nadzor. 
Netom poslije ujedinjenja talijanska vlada, potaknuta činjenicom da određeni broj Talijana živi izvan granica kraljevine, počela je osnivati kolonije u Africi (Somalija, Eritreja).
Habsburška monarhija je Italiji bila trajna smetnja njenim ekspanzionističkim težnjama prema istočnom Jadranu, podupirući slavenske zajednice na svom teritoriju. Podupirali su pro-hrvatske te pro-slovenske stranke, čuvajući i promovirajući njihove jezike kao službene, no tek nakon žestoke borbe hrvatskih i slovenskih političara i nakon pojave nove političke snage, ujedinjene Italije. No, austrijske vlasti nikad nisu dopuštale ujedinjenje Dalmacije i Istre s Banskom Hrvatskom kao ni ujedinjenje bilo kakve slovenske države unutar Austro-Ugarske. Sveudilj, talijansko nezadovoljstvo je raslo. Dio Talijana se iselio iz Istre i Dalmacije u Italiju.

## Prvi svjetski rat
Italija je prvotno pred 1. svjetski rat bila saveznik Središnjih sila, no kao ne pouzdan član. Kad je počeo rat italija se nije uključila isprva ni na čiju stranu. Godine 1915. Italija je potpisala tajni Londonski ugovor sa silama Antante. Ugovor je Talijanima nudio dobar dio istočnog Jadrana te Slovenije u zamjenu za ulazak u rat na stranu Antante. Tom ugovoru je između ostalih kumovao i srpski političar Nikola Pašić.[nedostaje izvor] Italija je prema obećanjima iz  Londonskog ugovora krajem 1918., nakon završetka rata, nastojala zauzeti Rijeku, otoke, Istru, Trst i Dalmaciju. Premda su Supilo i Trumbić još 1916. raskrinkali tajni Londonski ugovor i čitavi rat proveli dokazujući Antanti da Italija nema nikakva prava na Dalmaciju, Rijeku i Istru, u općem ozračju bezvlađa i odsustvu oružanih postrojbi, Talijani su krenuli zauzeti ono što joj je bilo obećano. Do 5./6. studenog 1918., talijanske snage su zauzele Vis, Lastovo, Šibenik i druga mjesta na dalmatinskoj obali. Nakon kraja rata sredinom studenog, Italija je vojno zaposjela sva područja koja su joj bila obećana Londonskim ugovorom, a 17. studenog zauzela je i Rijeku. Iako je Rijeka bila pod kontrolom posade 79. pukovnije "grof Jelačić", bolje naoružani Talijani su ih razoružali i protjerali iz grada. 
Pod izlikom očuvanja mira dovode sve brojnije snage. 1918. admiral Enrico Millo se proglasio talijanskim guvernerom Dalmacije. Ulazak u dalmatinske gradove opravdavao je svojom misijom "slobode, mira i pravde". Slavni talijanski iredentist Gabriele d'Annunzio podržao je pripajanje Dalmacije te je na talijanskom bojnom brodu posjetio Zadar u prosincu 1918. Gotovo odmah Talijani počinju sa zlostavljanjima, cenzurom, talijanskom propagandom i protjerivanjem stanovništva. Vojna zapovjedništva preuzimaju svu vlast u zaposjednutim područjima.
No, nakon rata, na mirovnoj konferenciji, shodno 14 točaka američkog predsjednika Woodrowa Wilsona, Londonski ugovor kao tajni je poništen, a etnički sastav stanovništva trebao je biti ishodišna točka za razgraničenje. Ipak, tisak i javnost u Italiji agresivno su zahtijevali istočnu obalu Jadrana. Talijanski premijer Orlando bojao se da će ga zavjerenici ubiti ako se iz Versaillesa vrati bez Dalmacije. Protivnik talijanskih zahtjeva, Leonida Bissolati, pokušao je održati govor na skupu Lige naroda u Milanu, no bio je ušutkan gomilom usklika "Croati no", što je trebalo značiti da Talijani ne žele nikakvog prijateljstva s Hrvatima.
Nakon rata je potpisan tzv. "Ugovor u Rapallu". Po njemu je Jugoslavija ustupila dijelove istočnog Jadrana Italiji. Taj teritorij je uključivao Istru, dijelove Kvarnera i današnje Slovenije, grad Zadar te hrvatske otoke po Kvarneru i otoke Lastovo i Palagružu. No taj teritorij je bio manji od onog predviđeno Londonskim ugovorom te nije zadovoljavao težnje talijanskih ekspanzionista. Rijeka s okolicom je trebala postati posebna država pod međunarodnim nadzorom. Tada je skupina talijanskih iredentista koje je predvodio Gabriele d'Annunzio okupirala Rijeku i i osnovala tzv. "Slobodnu državu Rijeku". Tu državu je 1924. službeno pripojila Kraljevina Italija. Italija je s druge strane od Austrije dobila Južni Tirol koji je iako sa značajnom talijanskom manjinom, bio većinski njemački.

## Drugi svjetski rat
Za vrijeme drugog svjetskog rata velik dio Dalmacije je bio izravno pripojen Italiji. Na tim teritorijima su osnivani konc-logori. Domaćem stanovništvu je zabranjena nastava na hrvatskom. Radijski prijamnici su bili ograničeni i na njima se smjelo slušati isključivo talijanske postaje.
Korzika je upravno pripojena Kraljevini Italiji u studenom 1942. godine. Malta je bila teško bombardirana, ali ne i okupirana zbog tog što je talijansko-njemačka invazija u 1942. bila odgođena, te poslije nikad izvedena zbog kapitulacije Italije 1943.

## Značajniji akteri talijanskog iredentizma
- Guglielmo Oberdan
- Cesare Battisti
- Nazario Sauro
- Damiano Chiesa
- Fabio Filzi
- Carmelo Borg Pisani
- Giuseppe Garibaldi
- Gabriele D'Annunzio
- Petru Simone Cristofini
- Petru Giovacchini
- Maria Pasquinelli

## Talijanski iredentizam danas
U Italiji se i danas mogu čuti iredentističke zamisli, uglavnom od strane ultradesnih skupina, koje nerijetko izazivaju oštre reakcije hrvatske i slovenske javnosti.
- Godine 2001., talijanski predsjednik Carlo Azeglio Ciampi dao je zlatno odličje (Medaglia d'oro al valor militare) Slobodnoj talijanskoj općini Zadar u egzilu. Iako je time odao počast talijanskoj borbi protiv fašizma, nagradio je organizaciju koja odbija priznati pripadnost Zadra Hrvatskoj.

- Potpredsjednik talijanske Vlade Gianfranco Fini izjavio je za Slobodnu Dalmaciju na 51. okupljanju talijanskih esula u Senigalliju 2004.: "Od sina jednog Talijana iz Rijeke sam naučio da su ti krajevi bili i jesu talijanski, ali ne zato što su u određenom povijesnom trenutku naše vojske tamo posadile Talijane. Ta je zemlja bila venecijanska, prije toga rimska."[6] Umjesto službenog demantija te izjave, Carlo Giovanardi, ministar za odnose s Parlamentom, hladno je potvrdio Finijeve riječi rekavši da je "Fini rekao istinu".[7]

- Na 52. okupljanju talijanskih esula, za vrijeme sudjelovanja na okruglom stolu u listopadu 2005., u prisustvu talijanskih fašista i iredentista, Carlo Giovanardi, raspravljajući na temu "Italija i Dalmacija danas i sutra" je izjavio da će "Italija izvršiti kulturnu, gospodarsku i turističku invaziju kako bi "obnovila talijanstvo Dalmacije". Znakovit je i naziv rasprave čime se uporno izbjegava uporaba imena "Hrvatska" u naslovu.[8]

- Roberto Menia, zastupnik stranke Alleanza Nazionale u talijanskom parlamentu je u par navrata 2005. verbalno napao ustanove Talijana iz Hrvatske, posebice Talijansku uniju i njihove čelnike (među kojima publicista i pisca Giacoma Scottija), nazivajući ih titoistima, izdajicama i slavokomunistima, iako su ti isti godinama radili na očuvanju identiteta i kulture hrvatskih Talijana. Menia se također složio s talijanskim konzulom u Rijeci koji je te ustanove nazvao "petokolonašima".[9]

- Alleanza Nazionale je, također, vrlo često iskazivala teritorijalni ekspanzionizam prema istočnoj obali Jadrana, ponavljajući povijesni revizionizam, tvrdeċi da je Dalmacija ukradena Italiji. Godine 2005. Menia je izjavio da će "Italija povratiti Istru, Rijeku i Dalmaciju kad Hrvatska uđe u EU".[8]

- U veljači 2007., na Dan obilježavanja žrtava fojbi, talijanski predsjednik Giorgio Napolitano dao je izjavu u kojoj je pokolje u fojbama nazvao "barbarstvom stoljeća", "posljedicom krvoločne slavenske mržnje", "slavenskog aneksionizma" govoreći o hrvatskoj i slovenskoj antifašističkoj borbi za oslobođenje istočnog Jadrana od talijanske okupacije. Napolitanove izjave su izazvale hitru i oštru reakciju vodstva Republike Hrvatske. Predsjednik Stipe Mesić je izjavio da je u takvim izjavama nemoguće ne vidjeti tragove otvorenog rasizma, povijesnog revizionizma i političkog revanšizma. Europska komisija reagirala je brzo na Mesićeve tvrdnje (ali ne i na Napolitanove) tražeći stišavanje napetosti i upozorila hrvatskog predsjednika "da ne koristi oštre izraze".[10] Napolitano je u veljači 2008. na Dan obilježavanja žrtava fojbi potvrdio svoju izjavu iz 2007., u kojoj je štoviše nazvao Mesićeve reakcije neopravdanima, što je izazvalo oštru reakciju hrvatskog predsjednika Stipe Mesića. Dana 11. veljače 2008., Mesić je izjavio povodom Napolitanovih riječi, kako sve što je rekao godinu prije o Napolitanu i dalje stoji.[11][12]

- 12. prosinca 2007., Talijanska pošta je izdala marku s fotografijom grada Rijeke uz popratni tekst "Rijeka - istočna zemlja nekoć dio Italije" (Fiume-terra orientale già italiana).[13] Hrvatsko ministarstvo vanjskih poslova uputilo je prosvjednu notu Italiji zbog poštanske marke s nacionalističkim natpisom. Težina tog čina se može vidjeti u uporabi prijedloga i pridjeva - "già italiana" može također značiti i "već talijanska". Marka je izdana u 3,5 milijuna primjeraka, ali na kraju nije puštena u optjecaj kako ne bi izazvala diplomatski sukob s hrvatskim i slovenskim vlastima.

- 12. veljače 2008, gradonačelnik Rijeke, Vojko Obersnel, uputio je prosvjedno pismo vladi Milana i talijanskom veleposlanstvu u RH zbog teksta pozivnice za proslavu imenovanja Ulice grada Rijeke u Milanu u kojoj se povijest Rijeke za vrijeme fašističke vladavine D'Annunzia veliča i lažno prikazuje kao "razdoblje napretka". Pozivnica je sadržavala tvrdnje po kojima je D'Annunziova akcija bila "nužna...radi anektiranja grada Italiji". U pozivnici je, između ostalog, stajalo i da su "građani Rijeke više stoljeća bili Talijani i govornici talijanskog", a mirovne ugovore Italije i Jugoslavije nakon 2. svjetskog rata se naziva "ponižavajućim i sramotnim dokumentima za Italiju". Borba partizana protiv talijanske fašističke vlasti opisana je kao vojno osvajanje. Hrvate se naziva "osvajačima koji nisu podnosili suživot s Talijanima."[14][15][16]

Iredentiste zabrinjava potencijalni hrvatski nacionalizam te stoga ne prezaju od toga da Hrvate nazivaju ekstremistima. O pojavi i djelatnosti talijanskih iredentista i (post)fašista u Istri hrvatsku javnost upozorava hrvatski novinar i publicist Armando Černjul. Talijanska iredenta i velikosrbi u svojim nastojanjima nastupaju zajedno i 2008. godine, provocirajući Hrvatsku na veliki državni blagdan, na sam dan oslobodilačke operacije Oluje

## Vanjske poveznice
- Hrvati AMAC  Arhivirana inačica izvorne stranice od 26. srpnja 2011. (Wayback Machine) Gdje su granice (EU-)talijanskog bezobrazluka?
- Hrvati AMAC  Arhivirana inačica izvorne stranice od 30. prosinca 2007. (Wayback Machine) 'Božićni darovi' poniženoj Hrvatskoj
- (tal.) Politicamentecorretto.com Onorevole Guglielmo Picchi Forza Italia
- (tal.) Italija zove Italiju  Arhivirana inačica izvorne stranice od 9. veljače 2012. (Wayback Machine) Francobollo Fiume: bloccata l'emissione
- (tal.) Website talijanskih iredentista
- Talijanski vojnici skidaju spomenik na Visu, studeni 1918.  Arhivirana inačica izvorne stranice od 16. rujna 2014. (Wayback Machine)
- Talijanska okupacija Šibenika, 6. studenog 1918.